# Герб Макеевки
Герб Макеевки (укр. Герб Макіївки) — официальный символ города Макеевка Донецкой области Украины.

## Описание и символика
Герб был утверждён 20 апреля 2000 года. Автор герба Александр Васильевич Степанович.
Щит герба Макеевки — испанский, голубого цвета с чёрной оконечностью. Голубой цвет символизирует красоту, ясность и верность. Чёрный цвет символизирует угольную промышленность. Испанский щит выбран по рекомендации Украинского геральдического общества. Ранее для городов Донецкой области был характерен французский щит.
По центру герба в голубом поле изображено восходящее солнце. От диска солнца отходят шесть серповидных лучей. Солнце символизирует возрождение города, а также сохранение духовных традиций.
В чёрной оконечности изображены два скрещённых молота золотого цвета и цифры — дата основания города. Цифры также золотого цвета. Первоначально на гербе использовались цифры 1777, а затем после изменения официальной даты основания города — 1690. Молоты символизируют промышленность города, а также вместе с цифрами и чёрным цветом оконечности напоминают, что основание города было связано с добычей каменного угля.
Голубое и чёрное поле разделяет золотая полоса. Эта полоса символизирует металлургическую промышленность.
Герб венчает городская корона серебряного цвета. Она указывает на то, что Макеевка является городом областного подчинения.
Герб обрамляют пучки ковыля, увитые лентой зелёного цвета. В нижней части ленты буквами золотого цвета написано название города «Макеевка». Ковыль символизирует нахождение города в степной зоне.

## История

### Герб 1971 года
Герб Макеевки утверждён 15 декабря 1971 года решением № 575 исполкома городского Совета депутатов трудящихся. Автор — М.Панченко.
Описание герба:
Герб города Макеевки — это геральдический символ, олицетворяющий в художественной форме славные трудовые традиции города и характер основного производства. Изображение герба выполнено в форме традиционного геральдического щита, в поле которого вписаны модель атома углерода с серпом и молотом на поверхности энергетического уровня. Наличие атома углерода в гербе объясняется 3 главными экономическими факторами: угледобывающей, металлургической и коксохимической промышленностью — главной структурной основой которых является углерод. Символ единства рабочих и крестьян, содержащийся в гербе, является как бы ядром атома, характеризует социалистические преобразования, происшедшие в городе за годы советской власти. 4 электрода атома (или валентные связи) символически обозначают экономические и культурные связи с 4 географическими сторонами.
Цифра „1777“ — год основания города.
Цветовая характеристика: Верхняя часть герба, образующая пластину с надписью „МАКЕЕВКА“ — ярко-красного цвета, шрифт — золотистого цвета. Поле щита — голубого цвета, символ чистого неба, в сочетании с красным цветом пластины соответствует цветам Государственного флага УССР.
Атом углерода: верхний энергетический уровень (фон круга) — тёмно-серого цвета, валентные связи — золотистые.

Изображение обрамлено по контуру щита рельефным кантом золотистого цвета

### Современный герб

#### Герб города как муниципального образованияДНР
25 апреля 2024 года назначенные Россией (см.аннексия оккупированных территорий Украины) власти города обновили герб. Геральдическое описание герба городского округа:
В зелёном поле, выходящее снизу из-за золотого узкого пояса, поддерживаемого чёрной оконечностью - золотое сияющее солнце (без лица) с попеременно длинными и короткими лучами, диск которого просечен узким видимым наполовину кольцом, и всё сопровождено в оконечности двумя перекрещенными золотыми молотами. Щит увенчан муниципальной короной установленного образца и обвит лентой ордена Трудового Красного Знамени
Герб был внесен в Государственный геральдический регистр РФ под № 14884.

## Галерея
- Герб Макеевки с 2024 года (под российской оккупацией)